# Judith C. Vogt
Judith C. Vogt, née en 1981 à Langenbroich (de), district de Düren, est une autrice allemande de littérature de fantasy, de science-fiction féministe et queer, de littérature pour jeunes adultes et de romans historiques. Elle est également développeuse de jeux de rôle.

## Biographie
Après son diplôme d'études secondaires, Judith C. Vogt effectue un apprentissage de libraire et exerce ensuite ce métier plusieurs années durant.
Son premier roman, Im Schatten der Essen, est publié en 2011 dans le cadre des romans du Cycle Aventurie (de). D'autres livres dont l'histoire se déroule dans le monde du continent fictif d'Aventurie ont été publiés par Fantasy Productions et Ulisses Sa trilogie de livres jeunesse Die Geister des Landes est publiée à partir de 2012.
Avec son mari, le physicien Christian Vogt (de), elle a écrit le roman steampunk Die zerbrochene Puppe publié chez Feder & Schwert (de), la suite Die verlorene Puppe, l'historique en deux parties Eburonenlied sur la guerre des Gaules, la trilogie fantastique Die 13 Gezeichneten chez l'éditeur Bastei Lübbe (de) et les romans de science-fiction Wasteland und Ace in Space qui font partie du jeu de rôle à succès Aces in Space.
Développeuse de jeux, elle écrit d'abord des aventures et du code source dans le cadre de L'Œil noir. Eis & Dampf, Scherbenland und Aces in Space sont des paramètres de jeu de rôle indépendants pour le système de jeu de rôle FATE. Scherbenland a reçu le prix allemand du jeu de rôle en 2018.
Die zerbrochene Puppe reçoit le Deutscher Phantastik Preis (de) 2013 dans la catégorie principale Meilleur roman en langue allemande. Parallèlement à la nomination du roman, la première anthologie allemande de nouvelles à financement participatif, Eis und Dampf, est réalisée en collaboration avec Feder & Schwert et 10 autres auteurs. Vogt a également repris la publication d'une anthologie sur le 1200e Anniversaire de la mort de Charlemagne. Elle a été éditrice et rédactrice sur Roll Inclusive - Diversity und Repräsentation im Pen&Paper-Rollenspiel.
Judith C. Vogt est avec son mari l'une des 13 membres fondatrices du Phantastik-Autoren-Netzwerk (de) (PAN). En février 2020, les deux ont annoncé leur départ du réseau pour en dénoncer le racisme.
Elle vit à Aix-la-Chapelle et travaille également comme traductrice et journaliste. Avec Lena Richter, elle dirige le podcast de culture nerd et de jeu de rôle Genderswapped. Avec Lena Richter et Kathrin Dodenhoeft, elle publie le magazine trimestriel queer et féministe fantasy Queer*Welten.

## Analyse de l'œuvre
Ses romans s'inscrivent dans une littérature progressiste : elle met en scène des héroïnes qui peuvent être des femmes noires ou trans, et les héros ont toujours à côté de leurs supers pouvoirs des fardeaux liés à un passé traumatique.
Son écriture participe aussi de ce qui a été qualifié de « hope punk » par opposition au genre dystopique pessimiste et sombre dit de « grimdark ». Judith C. Vogt et Christian Vogt ont sans doute publié le premier roman de style optimiste « Hope punk » intitulé Wasteland, qui décrit la vie de personnes vivant dans un marché entouré de gangs violents, le marché constituant un monde utopique dans un environnement dystopique.

## Récompenses et nominations
- 2013 Deutscher Phantastik Preis pour Die zerbrochene Puppe (avec Christian Vogt)[9].
- 2014 Deutscher Phantastik Preis für Eis und Dampf (avec Christian Vogt)[9].
- 2015 Nomination au Hombuch-Preis pour Eis und Dampf (avec Christian Vogt).
- 2015 primé Literaturpreis HOME pour Anthologie Karl – Geschichten eines Großen[10].
- 2016 nomination au Phantastik-Literaturpreis Seraph (de) pour Die verlorene Puppe(avec Christian Vogt).
- 2018 : Prix du jury de la Role Play Convention (de) dans la catégorie accessoires pour Phoenix & Monkey[11].
- 2019 : shortlisté pour le Phantastik-Literaturpreis Seraph (de) pour Roma Nova[12]
- 2019 : Nomination au prix Kurd-Laßwitz 2019 pour Roma Nova (5e place)
- 2020 : Nomination pour Phantastik Literaturpreis pour Wasteland (avec Christian Vogt).

## Publication (sélection)

### Romans de jeux de rôle
L'Œil noir (DSA)
- (de) Im Schatten der Esse ein Roman in der Welt von Das schwarze Auge, 2011 (ISBN 978-3-89064-125-6 et 3-89064-125-3, OCLC 724570256)
- (de) Im Feuer der Esse ein Roman in der Welt von Das schwarze Auge, 2012 (ISBN 978-3-86889-221-5 et 3-86889-221-4, OCLC 854919408)
- (de) Herrin des Schwarms ein Roman in der Welt von Das Schwarze Auge Roman, 2012 (ISBN 978-3-86889-210-9 et 3-86889-210-9, OCLC 816050605)
- (de) Herr der Legionen ein Roman in der Welt von Das Schwarze Auge, 2012 (ISBN 978-3-86889-197-3 et 3-86889-197-8, OCLC 797180674)
- (de) Brennen soll Bosparan ein Roman in der Welt von Das schwarze Auge, 2017 (ISBN 978-3-95752-652-6 et 3-95752-652-3, OCLC 992438919)

Eis und Dampf (avec Christian Vogt)
- (de) Die zerbrochene Puppe, 2012 (ISBN 978-3-86762-156-4 et 3-86762-156-X, OCLC 828193472)
- (de) Die verlorene Puppe, 2016 (ISBN 978-3-86762-275-2 et 3-86762-275-2, OCLC 956514064)

Splittermond
- (de) Phönix und Affe ein Splittermond-Roman, 2018 (ISBN 978-3-86762-293-6 et 3-86762-293-0, OCLC 1008601047)

### Romans historiques
- (de) Eburonenlied 1. Schwertbrüder, 2013 (ISBN 978-3-9815774-2-6 et 3-9815774-2-6, OCLC 1184496384)
- (de) Eburonenlied 2. Verbranntes Land, 2014 (ISBN 978-3-9815774-7-1 et 3-9815774-7-7, OCLC 1184724784)
- (de) Die Pestflamme., Meyer & Meyer, 2014 (ISBN 978-3-8403-3544-0, 3-8403-3544-2 et 978-3-8403-1088-1, OCLC 903442032)

### Romans fantastiques
Die 13 Gezeichneten (avec Christian Vogt)
- (de) Die 13 Gezeichneten Roman, 2018 (ISBN 978-3-404-20892-0 et 3-404-20892-7, OCLC 1188936129)
- (de) Die dreizehn Gezeichneten (Band 2) - Die verkehrte Stadt : Roman, 2019 (ISBN 978-3-404-20934-7 et 3-404-20934-6, OCLC 1037888763)
- (de) Die 13 Gezeichneten Roman, 2018 (ISBN 978-3-404-20892-0 et 3-404-20892-7, OCLC 1188936129)

Die Geister des Landes
- (de) Die Geister des Landes Teil 1. Das Erwachen, 2012 (ISBN 978-3-9812285-4-0 et 3-9812285-4-5, OCLC 794525392)
- (de) Die Geister des Landes Teil 2. Gesichtslos : phantastischer Roman ; [inkl. Mythenführer], 2013 (ISBN 978-3-9815774-3-3 et 3-9815774-3-4, OCLC 864526381)
- (de) Die Geister des Landes Teil 3. Aus der Tiefe : phantastischer Roman ; [inkl. Mythenführer], 2015 (ISBN 978-3-945025-05-5 et 3-945025-05-2, OCLC 879491846, lire en ligne)

### Romans de science-fiction
Romans autonomes
- (de) Roma Nova Roman, 2018 (ISBN 978-3-404-20914-9 et 3-404-20914-1, OCLC 1012130845)
- (de) Wasteland Roman, octobre 2019 (ISBN 978-3-426-52391-9 et 3-426-52391-4, OCLC 1096292418)
- (de) Ace in Space, 2020 (ISBN 978-3-947720-47-7 et 3-947720-47-5, OCLC 1235995497)
- (de) Anarchie Déco Roman, 2021 (ISBN 978-3-596-00221-4 et 3-596-00221-4, OCLC 1248719567)
- (de) Schildmaid Das Lied der Skaldin, 2022 (ISBN 978-3-492-70598-1 et 3-492-70598-7, OCLC 1275379529)

### Jeux de rôles
- (de) Eis & Dampf Mitwirkende : das Steampunk-Setting für Fate, 2015 (ISBN 978-3-95867-019-8 et 3-95867-019-9, OCLC 909793299)
- (de) « Scherbenland Fate », sur sites.google.com (consulté le 28 janvier 2023)
- (de) Aces in space, 2020 (ISBN 978-3-948691-00-4 et 3-948691-00-2, OCLC 1245375148)

### Collaborations
- (de) Alex Spohr et Martin Bade, Legenden aus Dunklen Zeiten sechs Kurzabenteuer aus den Dunklen Zeiten, 2012 (ISBN 978-3-86889-182-9 et 3-86889-182-X, OCLC 800582370)
- (de) Christian Vogt, Judith C. Vogt, Eevie Demirtel et Torsten Exter, Feder & Schwert präsentiert: Eis und Dampf eine Steampunk-Anthologie, 2013 (ISBN 978-3-86762-200-4 et 3-86762-200-0, OCLC 876163870, consulté le=2023-01-29)
- (de) Ann-Kathrin Karschnick et Torsten Exter, Krieger, 2013 (ISBN 978-3-940036-21-6 et 3-940036-21-8, OCLC 854922461)
- (de) Judith C. Vogt, Christian Lange, Christian Vogt et Anja Grevener, Karl - Geschichten eines Großen, 2014 (ISBN 978-3-9815774-6-4 et 3-9815774-6-9, OCLC 864601430)
- (de) Aşkın-Hayat Doğan, Frank Reiss, Judith C. Vogt et Feder & Schwert GmbH, Roll inclusive : Diversity und Repräsentation im Rollenspiel, 2019 (ISBN 978-3-86762-405-3 et 3-86762-405-4, OCLC 1164651416)
- (de) Vogt Judith C., Lena Richter, Kathrin Dodenhoeft et Jasper Nicolaisen, Queer*Welten Band 1, 2020 (ISBN 978-3-947720-51-4 et 3-947720-51-3, OCLC 1155614886)